# Bénédicte Brunet
 (février 2020).
Bénédicte Brunet, née à Brignoles dans le Var, est réalisatrice, scénariste, chef-monteuse et professeure dans différentes écoles de cinéma.

## Biographie
Avant de se consacrer au montage et à la réalisation, Bénédicte Brunet a été comédienne, commençant par jouer dans les films IDHEC de Éric Barbier, Martine Dugowson & Gilles Mimouni, Pascal Laethier. Elle a aussi été élève du Cours Florent, dans la classe de Rémi Chenylle (pour lequel elle a joué au théâtre dans Le Misanthrope de Molière).
Elle a ensuite été admise à l'Institut des hautes études cinématographiques (IDHEC, qui a été transformée en FEMIS) dans les sections réalisation et montage, puis elle a monté beaucoup de courts-métrages, passant au long métrage à 24 ans.
Outre sa carrière de chef-monteuse, elle poursuit son travail de réalisatrice, d'auteur ou scénariste, et d'intervenante.

## Filmographie

### Montage
Films long métrage
- 1989 : Après la guerre de Jean-Loup Hubert
- 1990 : Dédé de Jean-Louis Benoît
- 1997 : Dobermann de Jan Kounen
- 2003 : Kaena, la prophétie de Chris Delaporte
- 2004 : Le Silence de Orso Miret
- 2004 : Blueberry, l'expérience secrète de Jan Kounen
- 2009 : Le Roi de l'évasion d'Alain Guiraudie
- 2012 : Je suis venu vous dire documentaire sorti en salles de Pierre-Henri Salfati[1],[2]

Films long métrage (Films annonces ou interventions)
- 1991 : La Reine blanche de Jean-Loup Hubert
- 1995 : Circuit Carole d'Emmanuelle Cuau
- 2001 : Antikiller de Egor Kontchalovski
- 2006 : Le Serpent de Éric Barbier
- 2007 : 99 Francs de Jan Kounen
- 2010 : Dharma Guns de F. J. Ossang

Téléfilms
- 1994 : Travolta et moi de Patricia Mazuy (Téléfilm de la série Arte Tous_les_garçons_et_les_filles_de_leur_âge) - Léopard de bronze Locarno, Grand Prix Festival du film de Belfort
- 1999 : La Finale de Patricia Mazuy

Documentaires
- 1997 : À tort ou à raison (52 minutes) de Maria Reggiani
- 2009 : L'Autre Côté, documentaire réalisé par Yann Dedet[3],[4]

Courts et moyens métrages
- 1992 : Une histoire tellement banale (court métrage) de Dominique Duthuit[5]
- 1992 : Deux amis, prélude (court métrage) de Pierre Schoeller[6]
- 1992 : Bagatelle (court métrage) de Louis Soubrier[7]
- 1993 : Vibroboy (court métrage) de Jan Kounen
- 1994 : Nulle part (court métrage) de Laetitia Masson
- 1994 : À Clara (court métrage) de Diane Pierens[8]
- 1996 : Hara-kiri (court métrage) de Yves Fajnberg[9]
- 1996 : Petit Matin sanglant (court métrage) de Julien Corain[10]
- 1997 : Un jour dix ans (court métrage) de Éric Carlier[11]
- 2001 : Mademoiselle Butterfly (court métrage) de Julie Lopes-Curval[12]
- 2020 : Danika de Simon P.R. Bewick

Bénédicte Brunet participe également au montage de ses films (dont, listés plus bas : La Fille et l'amande, La Vérité, Au secours !« Mouvement Perpétuel »).

### Réalisation
Longs métrages et téléfilms unitaires
- 2000 : L'Enchanteur avec Estelle Perron, Pierre Baux, Francine Bergé, Frédéric Gorny, Emmanuelle Lafon. Diffusion Arte puis TV5 Monde[16],[17],[18] - Lauréat Bourse du long-métrage Beaumarchais SACD [19]

Sérié multimédia
- 2011 : Les (Pro)verbes [20], série audiovisuelle et littéraire subventionnée par le CNC, la DGLF - Lauréate Orange Formats Innovants [21]

Courts métrage
- 1987 : 80 Jeunes Chimères [22] avec Marie Uta, Clément Reverend, Aline Chaud, Didier Terron, Lila Caron - Sélectionné au Kurzfilm Festival de Berlin 1988
- 1992 : Siblings, ce qu'on ne peut traduire [23], documentaire sur les frères et sœurs avec Nicolas et Marianne Benier, Madeleine et Jean Weiller [24], Les Sœurs Étienne, Marianne Denicourt et Emmanuelle Cuau, Alice et Léo Cormenier, William Laplace, Stephan May, Karim, Djamel et Nadia Yacouben - Prime à la qualité CNC 1992 [25]
- 1994 : Comme hier [26] avec Ann-Gisel Glass, Myriam Mézières, Barbara Chavy, Étienne Le Foulon, Laura Caddedu, Margot Abascal. Sélectionné aux festivals de : Pantin - Grenoble - Namur - Turin (Best short)[27] 1994
- 1996 : La Fille et l'amande [28] avec Laure Cavallera, Hélène Force, Prune Lieuthier, René Fernandez, Quentin Conessa. Sélectionné aux festivals de : Cannes - Locarno - Pantin - Namur - Cork - Dublin - São Paulo - Belfort - Brest - Vendôme - Aix-en-Provence - Clermont-Ferrand - Nancy - Dijon - Paris : « Festival Premiers films » + « Dix ans en courts 2001 » au Festival Côté court de Pantin
- 2002 : La Vérité [14], avec Hélène Babu, Fabien Orcier, Marine Mandrila, Célestin Soubrier. Sélectionné aux festivals de : Ciné Fête à Contis - Les Rencontres du Cinéma Français à Pau - Festival Côté court de Pantin 2002 (Mention spéciale d'interprétation)[29]
- 2014 : Mouvement Perpétuel, 22 min, film d'archives consacré aux 30 ans de la Fondation Cartier, dans le cadre de son exposition "Mémoires Vives" [30],[V 1]
- 2017 : Au secours ! [31] moyen métrage de fiction de 37 min, produit par la coopérative DHR, né d'ateliers financés par la région Île-de-France. Le scénario est écrit par 8 personnes, sur la base de faits réels. Avec entre autres Airy Routier, Dominique Fouque, Emmanuelle Lafon, Frédéric Gustaedt, Irina Pavlova, Thierry Gary, Maxime Robert, Vessale Lezouache, Pierre-Félix Gravière, Catherine Jabot, Sébastien Petiot, Marine Berthelier, Patricia Bouton, Pascale Dupuy [V 2]

Clip
- Anathème [V 3], clip pour la chanson de Manuel Bemer.

### Actrice
- Très bien, merci d'Emmanuelle Cuau
- Le Plaisir, court-métrage IDHEC de Vincent Pascal, avec Hippolyte Girardot et Jacques Nolot

## Littérature et édition
Bénédicte Brunet dirige l'ouvrage collectif Paroles intermittentes  (préf. Jean-Pierre Thibaudat), Paris, Hors commerce, coll. « Hors scène », 2003, 215 p. (ISBN 2-915286-09-4 et 978-2-915286-09-0, OCLC 417446620), recueils de textes de cinéastes, comédiens, musiciens, danseurs et chorégraphes.
Elle est également auteur d'un album pour enfants : Catsou  (ill. Charlotte Mollet), Rodez, Éditions du Rouergue, coll. « Varia », 2008, 23 p. (ISBN 978-2-84156-924-3 et 2-84156-924-1, OCLC 718371840, présentation en ligne)

### Vidéos
1. ↑  [vidéo] « Mouvement Perpétuel », sur YouTube
2. ↑  [vidéo] « Au secours ! », sur YouTube
3. ↑  [vidéo] Anathème (clip) sur Dailymotion